# 창신교통
창신교통은 부산광역시 동래구에 있는 마을버스 운송업체이다. 

## 차고지
- 부산광역시 동래구 명서로114번길 6 (명장동) (본사)

## 운행 노선
- 동래6번 (반여4동 센텀트루엘아파트 203동 ~ 동래역)
- 동래6-1번 (롯데낙천대아파트 ~ 동래역)